# Järnvägslinjen Örbyhus–Hallstavik
Järnvägslinjen mellan Örbyhus och Hallstavik, Hargshamnsbanan, i Tierps, Östhammars och Norrtälje kommuner i Uppland är en normalspårig järnväg med godstrafik.

## Historia
Järnvägslinjen Örbyhus–Hallstavik är en sammanslagning av delar av två äldre banor och en nybyggd bandel. Örbyhus–Dannemora (9 km) byggd som normalspårig av Uppsala–Gävle Järnväg och invigd 1874. Uppsala–Gävle Järnväg inlöstes enligt riksdagsbeslut av staten 1933 och uppgick i Statens järnvägar. Delen Dannemora–Hargshamn följer den smalspåriga Dannemora–Hargs Järnväg (DHJ) (39 km) som öppnades för malmtrafik 1876 och köptes av staten 1951. Bandelen blev ombyggd till normalspår 1970 men redan 1961 hade ett förbigångsspår byggts vid Dannemora och en tredje räl hade lagts till Gimo för normalspår.
I samband med nedläggningen av den smalspåriga järnvägen Stockholm–Roslagens Järnvägar till Hallstavik byggdes en ny normalspårig järnväg av staten mellan Hargshamn och Hallstavik (16 km). Den var byggd för godstrafik till pappersbruket och öppnades i maj 1977 och därmed var hela nuvarande sträckningen färdigbyggd.
Innan gruvdriften lades ner i Dannemora 1992 kördes malm till Oxelösunds Järnverk. Det gick en tågfärja från Hargshamn till Nystad i Finland mellan 1989 och 1996.

### Upprustning
Dåliga slipers ersattes med bättre begagnade träslipers under 2010/2011. Spåret riktades och andra underhållsarbeten vidtogs för att kunna köra malmtransporter från gruvan i Dannemora till hamnen i Hargshamn. Totalkostnaden för upprustningen uppgick till 110 miljoner kronor.I samma upprustning ingick först utbyggnad av ERTMS Regional (Nivå 3) vilket först sköts upp till 2016, och sedan inte kom att genomföras.
Trafikverket såg tidigare ett fortsatt behov av upprustning av banvallen. Under 2014 saknades det dock medel i investeringsplanen för dessa åtgärder. 
I december 2020 byttes signalsystemet System F ut mot System S. System F har endast förekommit på linjen Örbyhus–Hallstavik och medgav 80 km/h med manuell hantering med en ensam tågklarerare. System S medger endast 40 km/h och enklare hantering med ett enda tåg i rörelse på hela sträckan åt gången och en ensam tågklarerare (som kan befinna sig på annan plats och därför kan hantera flera banor med system S). Banor med högre hastighet än 40 har normalt antingen System H som kräver betydande mängder utrustning längs banan, eller System M som kräver en tågklarerare på plats i varje ände.
År 2024 meddelades planer på att sträckan Örbyhus-Dannemora skulle rustas upp för att kunna hantera den kraftigt ökade mängden trafik då gruvan åter öppnas. Projektet innebar också att det triangelspår som fanns till i början av 1990-talet i Dannemora skulle återbyggas för att få en ny anslutning mot Uppsala. Projektet finansierades med hjälp av bidrag från Näringslivspotten.

## Trafik
2012 startades åter järnmalmstransporter från Dannemora gruvor, denna upphörde dock 2015 efter Dannemora Mineral som drev gruvan gick i konkurs. Utöver det är det mest transporter till och från pappersbruket i Hallstavik som har pågått sedan öppnandet av banan och torvtransporter från Hargshamns hamn till Uppsala, det sistnämnda upphörde 2019, och banan trafikeras sällan efter malmtransporternas upphörande. 
2020 startade timmertrafiken från Hallstavik med omkring två tåg per vecka som körs av Hector Rail.